# Panchià
Panchià és un municipi italià, dins de la província de Trento. L'any 2007 tenia 740 habitants. Limita amb els municipis de Pieve Tesino, Predazzo, Tesero i Ziano di Fiemme.

## Administració
| Període | Identitat   | Partit        |
| ------- | ----------- | ------------- |
| 2005-   | Luca Braito | Llista cívica |